# ۰٫۹
۰٫۹ (انگلیسی: 0.9)یک آلبوم است که توسط رپر فرانسوی به نام بووبا در ۲۴، ۲۰۰۸ میلادی منتشر شده‌است. این آلبوم در یونیور سال میوزیک گروپ رتبه آورده‌است.